# Wojciech Arkuszewski
Wojciech Marian Arkuszewski (ur. 31 października 1948 we Wrocławiu) – polski polityk, poseł na Sejm I, II i III kadencji, szef doradców premiera Jerzego Buzka.

## Życiorys
Jego przodkowie ze strony ojca pieczętowali się herbem Jastrzębiec. Ukończył w 1971 studia astronomiczne na Wydziale Fizyki Uniwersytetu Warszawskiego. Po ukończeniu studiów do 1976 pracował w Zakładzie Astronomii Polskiej Akademii Nauk (który w tym czasie przekształcił się w Centrum Astronomiczne im. Mikołaja Kopernika PAN), rozpoczął również studia doktoranckie na Uniwersytecie Warszawskim. Związany z Klubem Inteligencji Katolickiej. Działał w opozycji demokratycznej (w tym w „Solidarności”), po 1989 pracował w redakcji „Tygodnika Solidarność”.
Był posłem na Sejm I kadencji z listy związkowej, II kadencji z ramienia Unii Demokratycznej i III kadencji z listy Akcji Wyborczej Solidarność. Mandat poselski uzyskiwał za każdym razem z listy ogólnopolskiej.
Od 1995 do 1997 należał do Unii Wolności, z której przeszedł do Stronnictwa Konserwatywno-Ludowego (w latach 2000–2002 pełnił w nim funkcję sekretarza generalnego, działał w partii do rozwiązania SKL-RNP w 2003). W rządzie Jerzego Buzka pełnił funkcję sekretarza stanu w KPRM.
W 2005 znalazł się wśród autorów programu wyborczego Jana Rokity i Platformy Obywatelskiej, był także szefem doradców prezydenta Warszawy Lecha Kaczyńskiego. W 2006 wszedł w skład rady nadzorczej PGNiG. Od 2015 do 2024 był członkiem rady nadzorczej przedsiębiorstwa Gaz-System; pełnił funkcję wiceprzewodniczącego tego gremium.

## Odznaczenia
W 2006 prezydent Lech Kaczyński odznaczył go Krzyżem Oficerskim Orderu Odrodzenia Polski.